# VII arrondissement di Marsiglia
Il VII arrondissement di Marsiglia è uno dei sedici arrondissement in cui è suddivisa la città francese. Confina a nord con il porto vecchio, ad est con il I, VI e VIII arrondissement di Marsiglia e ad ovest con il mar Mediterraneo. Anche le isole dell'arcipelago delle Frioul fanno parte del VII arrondissement.
È diviso in sette quartieri ufficiali: Bompard, Endoume, Les Iles, Le Pharo, Le Roucas Blanc, Saint-Lambert e Saint-Victor.

## Luoghi d'interesse
- Abbazia di San Vittore
- Fort Saint-Nicolas
- Palais du Pharo